# 吉澤浩二郎
吉沢浩二郎（よしざわ こうじろう）は、日本の財務官僚。名古屋国税局長。財務省主税局総務課長などを歴任した。

## 来歴
東京都出身。東京大学法学部卒業。1994年 大蔵省入省（主計局総務課）。入省式を終えて、配属先で挨拶をしようと思ったが、周りは電話の対応に追われていた。電話が終わったかと思うと、「今から議員会館に資料を届けるから、一緒に来て」との指示を受けた。平成6年度（1994年）予算が参議院で審議され、成立する日だったという。1995年5月 主計局主計企画官付。1996年5月 ジョンズ・ホプキンス大学へ留学。
2007年7月 財務省主計局主計官補佐（経済産業第三係主査）。2008年7月 主計局主計官補佐（地方財政係主査）。
2011年7月 主税局総務課長補佐兼主税局総務課税制企画室長。税制改正を担当。東日本大震災への対応や社会保障と税の一体改革などに携わる。
2019年7月9日に主計局主計官（総務、地方財政、財務担当）。地方行政や地方予算を担当。
2022年6月24日から主税局総務課長。
2023年7月4日 名古屋国税局長。

## 略歴
- 1994年4月：大蔵省入省（主計局総務課）[1][2]。
- 1995年5月：主計局主計企画官付。
- 1996年5月：ジョンズ・ホプキンス大学へ留学。
- 1998年7月：経済企画庁物価局物価政策課。
- 2000年7月：大臣官房秘書課長補佐。
- 2001年1月6日：財務省大臣官房秘書課長補佐。
- 2001年7月：大臣官房総合政策課長補佐。
- 2002年6月：外務省経済協力開発機構（OECD）日本政府代表部二等書記官。
- 2004年4月：外務省経済協力開発機構（OECD）日本政府代表部一等書記官。
- 2005年7月：内閣官房副長官補付。
- 2007年7月：主計局主計官補佐（経済産業第三係主査）。
- 2008年7月：主計局主計官補佐（地方財政係主査）。
- 2009年7月：主税局税制第二課企画調整室長。
- 2010年7月：主税局税制第一課長補佐 兼 主税局税制第一課法令企画室長。
- 2011年7月：主税局総務課長補佐 兼 主税局総務課税制企画室長。
- 2013年6月18日：経済協力開発機構（OECD）租税センター参事官。
- 2016年7月8日：主税局総務課主税企画官 兼 主税局税制第一課。
- 2017年7月10日：主税局調査課長。
- 2018年7月17日：主税局税制第三課長。
- 2019年7月9日：主計局主計官（総務、地方財政、財務担当）。
- 2020年7月22日：主税局税制第二課長。
- 2021年7月9日：主税局税制第一課長。
- 2022年6月24日：主税局総務課長 兼 主税局税制第一課長。
- 2022年7月1日：主税局総務課長。
- 2023年7月4日：名古屋国税局長。
- 2024年7月5日：内閣官房内閣審議官（内閣官房副長官補付） 兼 内閣官房新しい資本主義実現本部事務局次長 兼 内閣官房就職氷河期世代支援室次長 兼 内閣官房防災庁設置準備室審議官[3][4][5][6]。
- 2025年7月1日：主計局次長（末席）。[7]